# Microsoft Expression Studio
Microsoft Expression Studio este o suită care este utilizat pentru proiectarea și construirea aplicațiilor Windows și Web.

## Versiuni
Microsoft Expression Studio a fost lansat pe 16 septembrie 2005 la Microsoft Professional Developers Conference din Los Angeles.
Microsoft Expression Studio 2 a fost lansat pe 1 mai 2008. Este de asemenea disponibil pentru studenți prin intermediul programului de la Microsoft DreamSpark. 
Microsoft Expression Studio 3 a fost lansat pe 22 iulie 2009. Expression Studio 3 este o suită de instrumente care vă permite să creați aplicații interactive în Microsoft Silverlight 3 și WPF 3.5 (formate pentru web și desktop).
Microsoft Expression Studio 4 a fost lansat pe 7 iunie 2010 este un upgrade gratuit pentru utilizatorii Expression Studio 3 care au licență retail.

## Aplicații
- Microsoft Expression Web este un editor HTML și design web
- Microsoft Expression Blend + SketchFlow creează interfețe cu utilizatorul pentru XAML sau HTML (Windows Metro)
- Microsoft Expression Design este un editor de grafică vectorială și grafica raster
- Microsoft Expression Encoder este un codificator digital video care suportă formatele H.264/MPEG-4 AVC